# تیم ملی فوتبال زنان سوئد

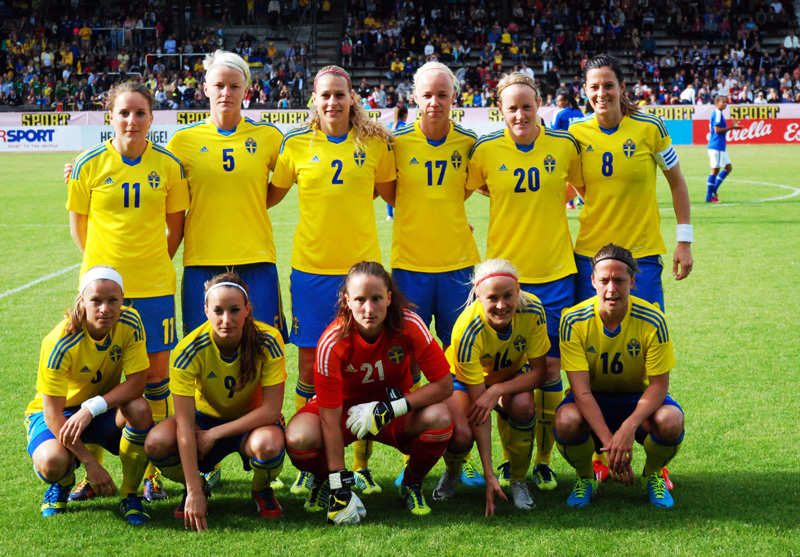

تیم ملی فوتبال زنان سوئد نماینده زنان کشور سوئد در رده ملی است. این تیم قهرمان جام غیررسمی ملتهای اروپا در سال ۱۹۸۴ است و تا به حال موفق به تکرار این قهرمانی نشده‌است. با این حال این تیم موفق به دریافت مدال نقره جام جهانی در سال ۲۰۰۳ و همین‌طور در جام یوفا (در سالهای ۱۹۸۷٬۱۹۹۵٬۲۰۰۱) شده‌است. این تیم سه دوره در بازی‌های المپیک و چهار دوره جام جهانی و همچنین در هفت دوره جام یوفا حضور یافته‌است. تیم سوئد برنده مدال برنز جام جهانی فوتبال زنان ۲۰۱۱ بوده‌است.
جام جهانی زنان در سال ۲۰۰۳ دومین رخداد پر تماشاگر در سوئد در همان سال بود. گلزنترین بازیکن تاریخ این تیم لوتا شلین با ۸۵ گل زده می‌باشد و ترزا شوگرن با ۲۱۴ بازی عنوان بیشترین بازی را در اختیار دارد.
از سال ۲۰۰۵ تا ۲۰۱۲ توماس دنربی سرمربیگری این تیم را در اختیار داشت. اما در سپتامبر ۲۰۱۲ این عنوان به پیا سوندهاگه که اخیراً موفق شد تیم ایالات متحده آمریکا را به مدال طلای المپیک برساند رسید. پس از دو برد در مقابل دانمارک در مسابقات انتخابی فوتبال در بازی‌های المپیک تابستانی ۲۰۰۸ کمیته المپیک سوئد با طرح سرمایه‌گذاری برای این تیم موافقت کرد. بودجه جدید شامل بیش از یک میلیون کرون سوئد (۱۵۰٬۰۰۰دلار آمریکا) برای این تیم و ۱۵۰٬۰۰۰ کرون سوئد (۲۵٬۰۰۰ دلار آمریکا) به هر بازیکن که جهت بهبود آمادگی جسمانیشان بود اختصاص یافت. کمک‌های مالی جدید برای فصل ۲۰۰۵ ۲۰۰۶ افزایش ۱۰۰٪ داشته‌است.

## پیشینهٔ رقابتها

### جام جهانی
| سال   | دور                | رتبه | تعداد بازی انجام داده | برد | تساوی* | باخت | گل زده | گل خورده |
| ----- | ------------------ | ---- | --------------------- | --- | ------ | ---- | ------ | -------- |
| ۱۹۹۱  | رده‌بندی            | ۳    | ۶                     | ۴   | ۰      | ۲    | ۱۸     | ۷        |
| ۱۹۹۵  | یک چهارم نهایی     | ۵    | ۴                     | ۲   | ۱      | ۲    | ۶      | ۴        |
| ۱۹۹۹  | یک چهارم نهایی     | ۶    | ۴                     | ۲   | ۰      | ۲    | ۷      | ۶        |
| ۲۰۰۳  | نهایی              | ۲    | ۶                     | ۴   | ۰      | ۲    | ۱۰     | ۷        |
| ۲۰۰۷  | مرحلهٔ گروهی        | ۱۱   | ۳                     | ۱   | ۱      | ۱    | ۳      | ۴        |
| ۲۰۱۱  | رده‌بندی            | ۳    | ۶                     | ۵   | ۰      | ۱    | ۱۰     | ۶        |
| ۲۰۱۵  | دور شانزدهم        | ۱۶   | ۴                     | ۰   | ۳      | ۱    | ۵      | ۸        |
| ۲۰۱۹  | مشخص خواهد شد.     | -    | -                     | -   | -      | -    | -      | -        |
| مجموع | بهترین:نایب قهرمان | ۷/۷  | ۳۳                    | ۱۸  | ۵      | ۱۰   | ۵۹     | ۴۲       |

### جام ملتهای اروپا
| سال   | دور                 | رتبه | بازی انجام شده | برد | تساوی* | باخت | گل زده | گل خورده |
| ----- | ------------------- | ---- | -------------- | --- | ------ | ---- | ------ | -------- |
| ۱۹۸۴  | فینال (قهرمان)      | ۱    | ۴              | ۳   | ۰      | ۱    | ۶      | ۴        |
| ۱۹۸۷  | فینال (نایب قهرمان) | ۲    | ۲              | ۱   | ۰      | ۱    | ۴      | ۴        |
| ۱۹۸۹  | سوم                 | ۳    | ۲              | ۱   | ۰      | ۱    | ۳      | ۳        |
| ۱۹۹۱  | انتخاب نشد          | -    | -              | -   | -      | -    | -      | -        |
| ۱۹۹۳  | یک چهارم نهایی      | -    | ۱              | ۰   | ۰      | ۱    | ۲      | ۳        |
| ۱۹۹۵  | نایب قهرمان         | ۲    | ۳              | ۲   | ۰      | ۱    | ۱۲     | ۱۰       |
| ۱۹۹۷  | نیمه نهایی          | ۳    | ۴              | ۳   | ۰      | ۱    | ۶      | ۲        |
| ۲۰۰۱  | نایب قهرمان         | ۲    | ۵              | ۳   | ۰      | ۲    | ۷      | ۴        |
| ۲۰۰۵  | نیمه نهایی          | ۳    | ۴              | ۱   | ۲      | ۱    | ۴      | ۴        |
| ۲۰۰۹  | یک چهارم نهایی      | ۵    | ۴              | ۲   | ۱      | ۱    | ۷      | ۴        |
| ۲۰۱۳  | نیمه نهایی          | ۳    | ۵              | ۳   | ۱      | ۱    | ۱۳     | ۳        |
| مجموع | ۱۰/۱۱               |      | ۳۴             | ۱۹  | ۴      | ۱۱   | ۶۴     | ۴۱       |

### بازیهای المپیک

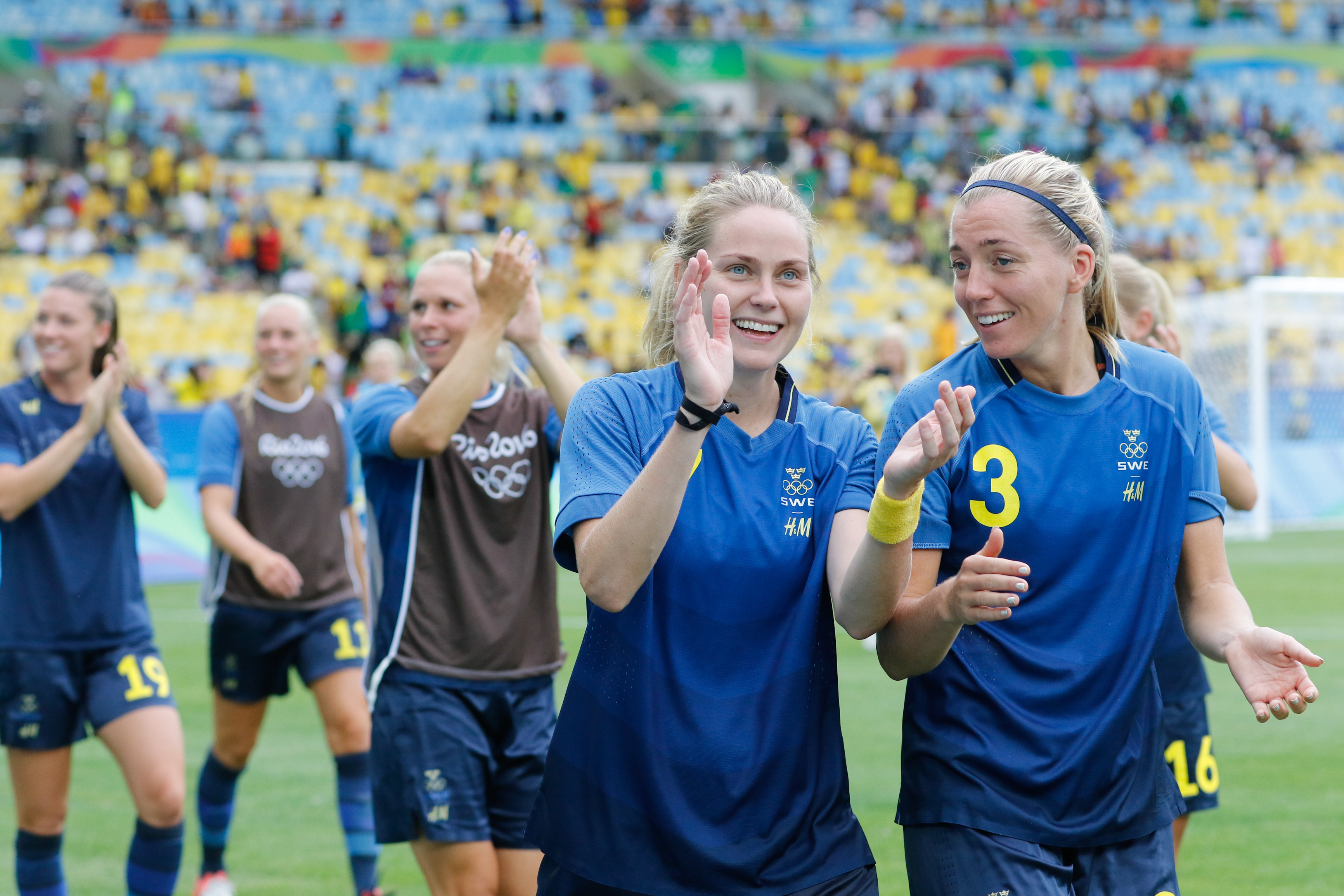
جشن بازیکنان سوئد پس از برد در نیمه نهایی مقابل برزیل دربازی‌های المپیک تابستانی ۲۰۱۶.

| پیشینهٔ بازی‌های المپیک | پیشینهٔ بازی‌های المپیک | پیشینهٔ بازی‌های المپیک | پیشینهٔ بازی‌های المپیک | پیشینهٔ بازی‌های المپیک | پیشینهٔ بازی‌های المپیک | پیشینهٔ بازی‌های المپیک | پیشینهٔ بازی‌های المپیک | پیشینهٔ بازی‌های المپیک |                    | پیشینه بازیهای انتخابی | پیشینه بازیهای انتخابی | پیشینه بازیهای انتخابی | پیشینه بازیهای انتخابی | پیشینه بازیهای انتخابی | پیشینه بازیهای انتخابی |
| سال                   | دور                   | رده                   | بازی                  | برد                   | تساوی *               | باخت                  | گل زده                | گل خوردا              | بازیهای انجام داده | برد                    | تساوی                  | باخت                   | گل زده                 | گل خورده               |                        |
| --------------------- | --------------------- | --------------------- | --------------------- | --------------------- | --------------------- | --------------------- | --------------------- | --------------------- | ------------------ | ---------------------- | ---------------------- | ---------------------- | ---------------------- | ---------------------- | ---------------------- |
| ۱۹۹۶                  | مرحلهٔ گروهی           | ۶ام                   | ۳                     | ۱                     | ۰                     | ۲                     | ۴                     | ۵                     | ۴                  | ۲                      | ۱                      | ۱                      | ۶                      | ۴                      |                        |
| ۲۰۰۰                  | مرحلهٔ گروهی           | ۶ام                   | ۳                     | ۰                     | ۱                     | ۲                     | ۱                     | ۴                     | ۱۰                 | ۸                      | ۲                      | ۰                      | ۲۵                     | ۱۱                     |                        |
| ۲۰۰۴                  | چهارم                 | ۴ام                   | ۵                     | ۲                     | ۰                     | ۳                     | ۴                     | ۵                     | ۱۲                 | ۹                      | ۰                      | ۳                      | ۳۷                     | ۱۱                     |                        |
| ۲۰۰۸                  | یک چهارم نهایی        | ۶ام                   | ۴                     | ۲                     | ۰                     | ۲                     | ۴                     | ۵                     | ۱۳                 | ۱۰                     | ۲                      | ۱                      | ۴۲                     | ۱۳                     |                        |
| ۲۰۱۲                  | یک چهارم نهایی        | ۷ام                   | ۴                     | ۱                     | ۲                     | ۱                     | ۷                     | ۵                     | ۱۶                 | ۱۳                     | ۲                      | ۱                      | ۵۰                     | ۱۲                     |                        |
| ۲۰۱۶                  | نایب قهرمان'          | ۲ام                   | ۶                     | ۱                     | ۳                     | ۲                     | ۴                     | ۸                     | ۱۷                 | ۱۲                     | ۴                      | ۱                      | ۴۰                     | ۱۰                     |                        |
| ۲۰۲۰                  | نایب قهرمان           | ۲ام                   | ۶                     | ۵                     | ۱                     | ۰                     | ۱۴                    | ۴                     | ۵                  | ۴                      | ۰                      | ۱                      | ۱۰                     | ۴                      |                        |
| ۲۰۲۴                  | مشخص خواهد شد         | مشخص خواهد شد         | مشخص خواهد شد         | مشخص خواهد شد         | مشخص خواهد شد         | مشخص خواهد شد         | مشخص خواهد شد         | مشخص خواهد شد         |                    |                        |                        |                        |                        |                        |                        |
| ۲۰۲۸                  | مشخص خواهد شد         | مشخص خواهد شد         | مشخص خواهد شد         | مشخص خواهد شد         | مشخص خواهد شد         | مشخص خواهد شد         | مشخص خواهد شد         | مشخص خواهد شد         |                    |                        |                        |                        |                        |                        |                        |
| مجموع                 | بهترین: نایب قهرمان   | ۷/۷                   | ۳۱                    | ۱۲                    | ۷                     | ۱۲                    | ۳۸                    | ۳۶                    | ۷۷                 | ۵۸                     | ۱۱                     | ۸                      | ۲۱۰                    | ۶۵                     |                        |

## عناوین
- مسابقات فوتبال زنان اروپا
  - قهرمان: ۱۹۸۴
  - نایب قهرمان: ۱۹۸۷، ۱۹۹۵، ۲۰۰۱
- بازیهای المپیک
  - مدال نقره، ۲۰۱۶، ۲۰۲۰
- جام آلگاروه
  - قهرمان: ۱۹۹۵، ۲۰۰۱، ۲۰۰۹، ۲۰۱۸، ۲۰۲۲
- مسابقات فوتبال قهرمانی کشورهای نوردیک[۱]
  - قهرمان: ۱۹۷۷، ۱۹۷۸، ۱۹۷۹، ۱۹۸۰، ۱۹۸۱
- مسابقات قبرس[۲]
  - قهرمان: ۱۹۹۰، ۱۹۹۲
- جام آمریکای شمالی[۳]
  - قهرمان: ۱۹۸۷
- جام استرالیا[۴]
  - قهرمان: ۲۰۰۳

## پیشینهٔ بازی‌های تمامی دوران این تیم
جدول زیر نمایانگر پیشینهٔ بازیهای بین الملی تیم سوئد در تمامی سالهاست که شامل سال‌های ۱۹۷۳ تا ۲۰۱۵ می‌شود.
| تیم حریف            | تعداد بازی انجام شده | برد | تساوی | باخت | گل زده | گل خورده | تفاضل گل |
| ------------------- | -------------------- | --- | ----- | ---- | ------ | -------- | -------- |
| آرژانتین            | ۱                    | ۱   | ۰     | ۰    | ۱      | ۰        | +۱       |
| استرالیا            | ۱۰                   | ۶   | ۳     | ۱    | ۲۱     | ۸        | +۱۳      |
| آذربایجان           | ۲                    | ۲   | ۰     | ۰    | ۲۰     | ۰        | +۲۰      |
| بلاروس              | ۲                    | ۲   | ۰     | ۰    | ۱۲     | ۰        | +۱۲      |
| بلژیک               | ۴                    | ۴   | ۰     | ۰    | ۱۳     | ۳        | +۱۰      |
| بوسنی و هرزگوین     | ۲                    | ۲   | ۰     | ۰    | ۴      | ۰        | +۴       |
| برزیل               | ۱۰                   | ۳   | ۲     | ۵    | ۹      | ۱۴       | –۵       |
| کانادا              | ۱۹                   | ۱۲  | ۳     | ۴    | ۳۹     | ۲۲       | +۱۷      |
| چین                 | ۲۵                   | ۱۰  | ۸     | ۷    | ۳۲     | ۲۴       | +۸       |
| کلمبیا              | ۱                    | ۱   | ۰     | ۰    | ۱      | ۰        | +۱       |
| چک                  | ۵                    | ۴   | ۱     | ۰    | ۸      | ۲        | +۶       |
| چکسلواکی            | ۱                    | ۱   | ۰     | ۰    | ۱      | ۰        | +۱       |
| دانمارک             | ۵۴                   | ۳۰  | ۱۲    | ۱۲   | ۸۸     | ۵۱       | +۳۷      |
| انگلستان            | ۲۳                   | ۱۳  | ۷     | ۳    | ۴۴     | ۲۰       | +۲۴      |
| جزایر فارو          | ۲                    | ۲   | ۰     | ۰    | ۱۰     | ۰        | +۱۰      |
| فنلاند              | ۳۷                   | ۳۰  | ۶     | ۱    | ۱۱۸    | ۱۶       | +۱۰۲     |
| فرانسه              | ۱۹                   | ۱۱  | ۲     | ۶    | ۳۹     | ۲۵       | +۱۴      |
| آلمان               | ۲۶                   | ۷   | ۰     | ۱۹   | ۳۲     | ۴۹       | −۱۷      |
| غنا                 | ۱                    | ۱   | ۰     | ۰    | ۲      | ۰        | +۲       |
| بریتانیای کبیر      | ۱                    | ۰   | ۱     | ۰    | ۰      | ۰        | ±۰       |
| مجارستان            | ۴                    | ۴   | ۰     | ۰    | ۲۲     | ۱        | +۲۱      |
| ایسلند              | ۱۵                   | ۱۲  | ۱     | ۲    | ۵۲     | ۱۰       | +۴۲      |
| ایران               | ۱                    | ۱   | ۰     | ۰    | ۷      | ۰        | +۷       |
| ایتالیا             | ۲۱                   | ۱۵  | ۴     | ۲    | ۴۰     | ۱۱       | +۲۹      |
| ژاپن                | ۱۲                   | ۵   | ۳     | ۵    | ۲۵     | ۱۳       | +۱۲      |
| لتونی               | ۲                    | ۲   | ۰     | ۰    | ۱۴     | ۰        | +۱۴      |
| مکزیک               | ۲                    | ۱   | ۱     | ۰    | ۳      | ۱        | +۲       |
| مولدووا             | ۲                    | ۲   | ۰     | ۰    | ۹      | ۰        | +۹       |
| هلند                | ۱۹                   | ۱۰  | ۵     | ۴    | ۳۲     | ۱۳       | +۱۹      |
| نیجریه              | ۴                    | ۲   | ۲     | ۰    | ۹      | ۵        | +۴       |
| کرهٔ شمالی           | ۴                    | ۴   | ۰     | ۰    | ۵      | ۱        | +۴       |
| ایرلند شمالی        | ۲                    | ۲   | ۰     | ۰    | ۷      | ۰        | +۷       |
| نروژ                | ۵۲                   | ۱۹  | ۱۲    | ۲۱   | ۸۳     | ۸۵       | −۲       |
| لهستان              | ۷                    | ۷   | ۰     | ۰    | ۲۷     | ۱        | +۲۶      |
| پرتغال              | ۸                    | ۷   | ۰     | ۱    | ۲۷     | ۶        | +۲۱      |
| جمهوری ایرلند       | ۶                    | ۵   | ۱     | ۰    | ۲۲     | ۱        | +۲۱      |
| رومانی              | ۴                    | ۴   | ۰     | ۰    | ۲۲     | ۰        | +۲۲      |
| روسیه               | ۴                    | ۴   | ۰     | ۰    | ۸      | ۱        | +۷       |
| اسکاتلند            | ۵                    | ۵   | ۰     | ۰    | ۱۶     | ۲        | +۱۴      |
| صربستان و مونته‌نگرو | ۲                    | ۲   | ۰     | ۰    | ۹      | ۱        | +۸       |
| اسلواکی             | ۴                    | ۴   | ۰     | ۰    | ۱۳     | ۱        | +۱۲      |
| آفریقای جنوبی       | ۲                    | ۲   | ۰     | ۰    | ۵      | ۱        | +۴       |
| کرهٔ جنوبی           | ۱                    | ۱   | ۰     | ۰    | ۸      | ۰        | +۸       |
| اتحاد جماهیر شوروی  | ۲                    | ۲   | ۰     | ۰    | ۶      | ۰        | +۶       |
| اسپانیا             | ۱۰                   | ۷   | ۳     | ۰    | ۳۲     | ۶        | +۲۶      |
| سوئیس               | ۱۲                   | ۱۱  | ۰     | ۱    | ۴۰     | ۶        | +۳۴      |
| اوکراین             | ۲                    | ۲   | ۰     | ۰    | ۸      | ۲        | +۶       |
| ایالات متحده آمریکا | ۳۸                   | ۷   | ۱۱    | ۲۰   | ۳۸     | ۶۶       | −۲۸      |
| ولز                 | ۳                    | ۳   | ۰     | ۰    | ۱۲     | ۱        | +۱۱      |